# Mary Joe Fernández
Mary Joe Fernández Godsick (Santo Domingo, 19 de Agosto de 1971) é uma ex-tenista profissional estadunidense nascida na República Dominicana, conhecida por ser uma especialista em simples e duplas.
Mary Joe atualmente é comentarista da ESPN.

## Grand Slam

### Simples: 3 (3 vice)
| Posição | Ano  | Campeonato          | Surface | Oponente     | Placar        |
| ------- | ---- | ------------------- | ------- | ------------ | ------------- |
| Vice    | 1990 | Aberto da Austrália | Duro    | Steffi Graf  | 3–6, 4–6      |
| Vice    | 1992 | Aberto da Aystrália | Duro    | Monica Seles | 2–6, 3–6      |
| Vice    | 1993 | Roland Garros       | Saibro  | Steffi Graf  | 6–4, 2–6, 4–6 |

### Duplas: 7 (2 títulos, 5 vices)
| Posição | Ano  | Campeonato          | Piso   | Parceira          | Oponentes                             | Placar             |
| ------- | ---- | ------------------- | ------ | ----------------- | ------------------------------------- | ------------------ |
| Vice    | 1989 | US Open             | Duro   | Pam Shriver       | Hana Mandlíková Martina Navratilova   | 7–5, 4–6, 4–6      |
| Vice    | 1990 | Aberto da Austrália | Duro   | Patty Fendick     | Jana Novotná Helena Suková            | 6–7(5–7), 6–7(6–8) |
| Campeã  | 1991 | Aberto da Austrália | Duro   | Patty Fendick     | Gigi Fernández Jana Novotná           | 7–6(7–4), 6–1      |
| Vice    | 1992 | Aberto da Austrália | Duro   | Zina Garrison     | Arantxa Sánchez Vicario Helena Suková | 4–6, 6–7(4–7)      |
| Vice    | 1996 | Aberto da Austrália | Duro   | Lindsay Davenport | Chanda Rubin Arantxa Sánchez Vicario  | 5–7, 6–2, 4–6      |
| Campeã  | 1996 | Roland Garros       | Saibro | Lindsay Davenport | Gigi Fernández Natasha Zvereva        | 6–2, 6–1           |
| Vice    | 1997 | Roland Garros       | Saibro | Lisa Raymond      | Gigi Fernández Natasha Zvereva        | 2–6, 3–6           |

## Jogos Olímpicos

### Simples: 1 medalha (1 bronze)
| Posição | Ano  | Local     | Piso   | Oponente | Placar    |
| ------- | ---- | --------- | ------ | -------- | --------- |
| Bronze  | 1992 | Barcelona | Saibro | -        | não houve |

Mary Joe Fernández perdeu nas semi-finais para Steffi Graf 6–4, 6–2. Em 1992, não tinha disputa de 3° lugar.

### Duplas: 2 medalhas (2 ouro)
| Outcome | Year | Location  | Surface | Partner        | Opponents                                 | Score         |
| ------- | ---- | --------- | ------- | -------------- | ----------------------------------------- | ------------- |
| Ouro    | 1992 | Barcelona | Saibro  | Gigi Fernández | Conchita Martínez Arantxa Sánchez Vicario | 7–5, 2–6, 6–2 |
| Ouro    | 1996 | Atlanta   | Duro    | Gigi Fernández | Jana Novotná Helena Suková                | 7–6(9–7), 6–4 |

## WTA Finals

### Duplas: 1 (1 título)
| Posição | Ano  | Local     | Piso        | Parceira          | Oponentes                            | Placar   |
| ------- | ---- | --------- | ----------- | ----------------- | ------------------------------------ | -------- |
| Campeã  | 1996 | Nova York | Carpete (I) | Lindsay Davenport | Jana Novotná Arantxa Sánchez Vicario | 6–3, 6–2 |